# Neamț megye
Neamț megye (magyarul: Nemc megye) közigazgatási egység Romániában, az ország északkeleti részén, a történelmi Moldva területén. 5896 km²-es területével Románia 18. legnagyobb megyéje, az ország felszínének körülbelül 2,5%-át fedi le. Mintegy 450 ezer fős lakosságával Románia 16. legnépesebb megyéje, a teljes lakosság 2,4%-át teszi ki. A megye népsűrűsége valamivel az országos átlag alatt van, főként a hegyvidéki területek miatt.
Északról Suceava megye, keletről Iași és Vaslui megyék, délről Bacău megye, nyugatról pedig Hargita megye határolja. Székhelye Karácsonkő, amely a Bistrița folyó völgyében fekszik, és jelentős történelmi, gazdasági és turisztikai központ. Egyéb fontos városai közé tartozik Románvásár, amely történelmi jelentőséggel bír Moldva korai időszakaiban, valamint Németvásár, amely híres középkori váráról és kulturális örökségéről.
Földrajzilag a Keleti-Kárpátok vonulatai és a Moldvai-fennsík határozzák meg a megye képét. A nyugati részeket magas hegységek, például a Csalhó-hegység uralják, amely a román mitológiában is kiemelt szerepet játszik. A középső és keleti területeken dombvidékek és folyóvölgyek váltják egymást. A megye bővelkedik természetes tavakban, mint például a Békási-víztározó, és vízesésekben is, mint a Duruitoarea-zuhatag. Éghajlata mérsékelt kontinentális, hideg telekkel és csapadékos, meleg nyarakkal. Neamț megye természeti adottságai jelentős szerepet játszanak a turizmusban, az erdőgazdálkodásban, valamint a hegyi mezőgazdaságban és állattenyésztésben.
Történelme szorosan összefonódik Moldva fejedelemségének alakulásával és középkori fejlődésével. A régió már a 14. századtól fontos stratégiai és politikai szerepet töltött be, különösen Ștefan cel Mare (Nagy István) uralkodása idején, aki több erődítményt is építtetett, köztük a híres Neamț-várat. A térségben számos ortodox kolostor található, mint a Neamț, Agapia és Văratec, melyek évszázadok óta a román ortodox szellemi és művészeti élet központjai. A 19–20. században a megye fokozatosan iparosodott, különösen a famegmunkálás, a textilipar és az élelmiszeripar terén. A kommunizmus időszakában jelentős infrastrukturális fejlesztések zajlottak, új lakótelepek, ipari létesítmények és közlekedési útvonalak épültek. Az ipar mellett a mezőgazdaság és az idegenforgalom is fontos pillérei maradtak a helyi gazdaságnak, különös tekintettel a történelmi műemlékekre, kolostorokra és a természeti látnivalókra.

Neamț megye Románia területén

## Nevének eredete
A megye neve a székhely, Piatra Neamț (Karácsonkő román elnevezése) elnevezéséből származik, amelynek eredete egészen a középkorig nyúlik vissza. A „Neamț” szó szláv eredetű, és eredetileg „néma” vagy „németség” jelentéssel bírt. A kifejezést a szláv népek használták azokra a német (germán) ajkú idegenekre, akiknek nyelvét nem értették – így a „néma” szó jelentése átvitt értelemben „érthetetlen nyelvű emberként” jelent meg.
A régióban a középkor folyamán teuton (német lovagokhoz köthető) telepesek és mesterek is megjelentek, akiket a helyi lakosság „németként” vagy „néma emberként” – azaz „neamț”-ként – azonosított. Ez az elnevezés végül állandósult a térség nevében is. A „Piatra Neamț” név tehát szó szerint „a németek köve” vagy „a néma emberek városa” jelentéssel bírhatott eredetileg.

## Földrajz
Területét nyugaton magasabb hegyvidéki övezet, a Csalhó hegység alkotja, közel 1900 méteres csúcsokal. Kelet felé alacsonyodó dombvidék váltja fel a hegyeket, a Moldvai-fennsík, melyet a Beszterce, Moldova és a Szeret folyók termékeny völgye szel át. A Besztercén Izvorul Muntelui falunál 2950 hektáros víztározót építettek a Békási-vízerőmű számára.
Éghajlata szárazföldi kontinentális, 530–670 mm-es évi csapadékkal.

## Népesség
Lakossága 1930-ban 311 113 fő, 1948-ban 357 348 fő, 1956-ban 419 950 fő, 1966-ban 470 206 fő, 1972-ben 523 501 fő, illetve 2002-ben 554 516 fő volt.
A 2011-es népszámlálás adatai szerint a megye 470 766 lakosának 93,4%-a román, 1,4%-a roma. 204 fő lipovánnak, 98 fő magyarnak, 79 fő olasznak, 72 fő németnek vallotta magát. A csángók száma 6 fő volt. Ugyanakkor 45 338 fő vallotta magát római katolikusnak, ami jelentősen meghaladja a magyarok és csángók összesített számát. A magyar és nemzetközi szakirodalom egyöntetűen egyetért abban, hogy a Moldvában élő katolikus lakosság kis számú kivétellel magyar származású; ezt jelentős román kutatók is elismerik. Tánczos Vilmos szerint „Az asszimilációs folyamatok eredményeként ma már a moldvai katolikusok többsége egyáltalán nem ismeri ősei anyanyelvét és magát románnak tartja.”
A városi lakosság a teljes népesség 36,0%-át tette ki.

## Gazdaság
Iparának jelentősebb ágazatai a villamosenergia-termelés, fémfeldolgozás, vegyipar, fafeldolgozás, építőanyagipar.
A megye mezőgazdasága a gabona- és zöldségtermesztésre épül, ezen kívül a szarvasmarha- és juhtenyésztése is jelentős.

## Települések

### Municípiumok
- Karácsonkő (Piatra Neamț) – megyeszékhely
- Románvásár (Roman)

### Városok
- Békás (Bicaz)
- Németvásár (Târgu Neamț)
- Roznov

### Községek
| - Almásmező (Bicaz-Chei) - Agapia - Alexandru cel Bun - Bahna - Bălțătești - Bâra - Bargován (Bârgăuani) - Bodești - Boghicea - Borca - Borlești - Botești - Bozieni - Brusturi - Cândești - Cordun - Costișa - Crăcăoani - Csalhó (Ceahlău) - Damuk (Dămuc) - Dobreni - Dókia (Dochia) - Doljești - Dragomirești - Drăgănești - Dulcsest (Dulcești) | - Dumbrava Roșie - Farcașa - Făurei - Gădinți - Gârcina - Gerinces (Grințieș) - Ghindăoani - Girov - Grumăzești - Gyerejest (Gherăești) - Gyergyóbékás (Bicazu Ardelean) - Hanga (Hangu) - Horia - Icușești - Ion Creangă - Mărgineni - Moldoveni - Negrești - Oniceni - Pâncești - Păstrăveni - Petricani - Piatra Șoimului - Pipirig - Podoleni - Poiana Teiului | - Poienari - Pongrác (Pângărați) - Răucești - Războieni - Rediu - Români - Ruginoasa - Săvinești - Secuieni - Stănița - Ștefan cel Mare - Szágna (Sagna) - Szabófalva (Săbăoani) - Tamásfalva (Tămășeni) - Táska (Tașca) - Tarkő (Tarcău) - Tázló (Tazlău) - Țibucani - Timișești - Trifești - Tupilác (???) - Urecheni - Valea Ursului - Valény (Văleni) - Vânători-Neamț - Zănești |

### Egyéb települések
- Burjánfalva (Buruienești)
- Dzsidafalva (Adjudeni)
- Háromkút (Trei Fântâni)
- Humulești
- Kelgyest (Pildești)
- Kickófalva (Tețcani)
- Poiana Largului

## Sajtó
A megyében megjelenő újságok:
- 7 zile – Neamț
- Monitorul de Neamț
- Realitatea Media
- Vestea
- Ziarul Ceahlăul Archiválva 2010. december 2-i dátummal a Wayback Machine-ben

## Turizmus

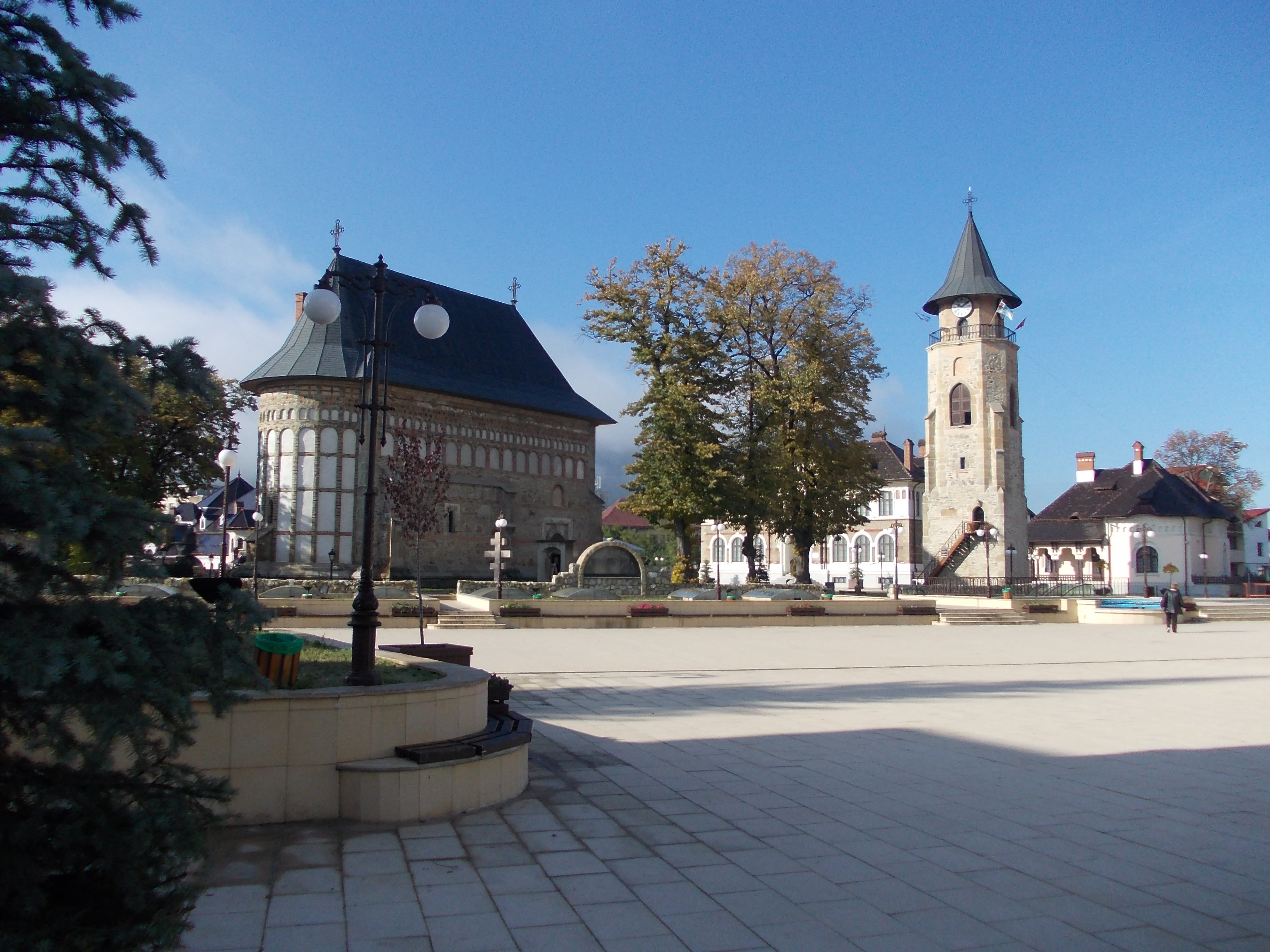
Karácsonkő, a székhely
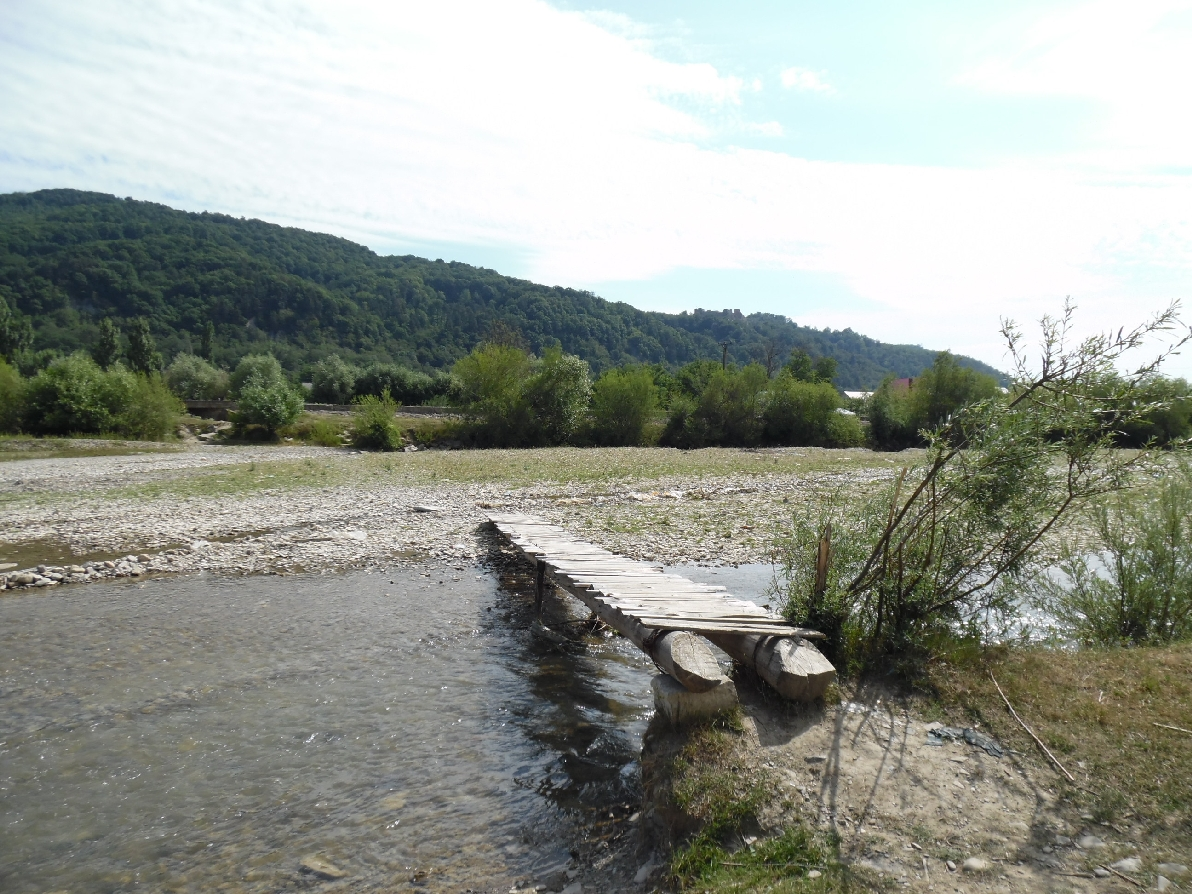
A Neamț-folyó völgye
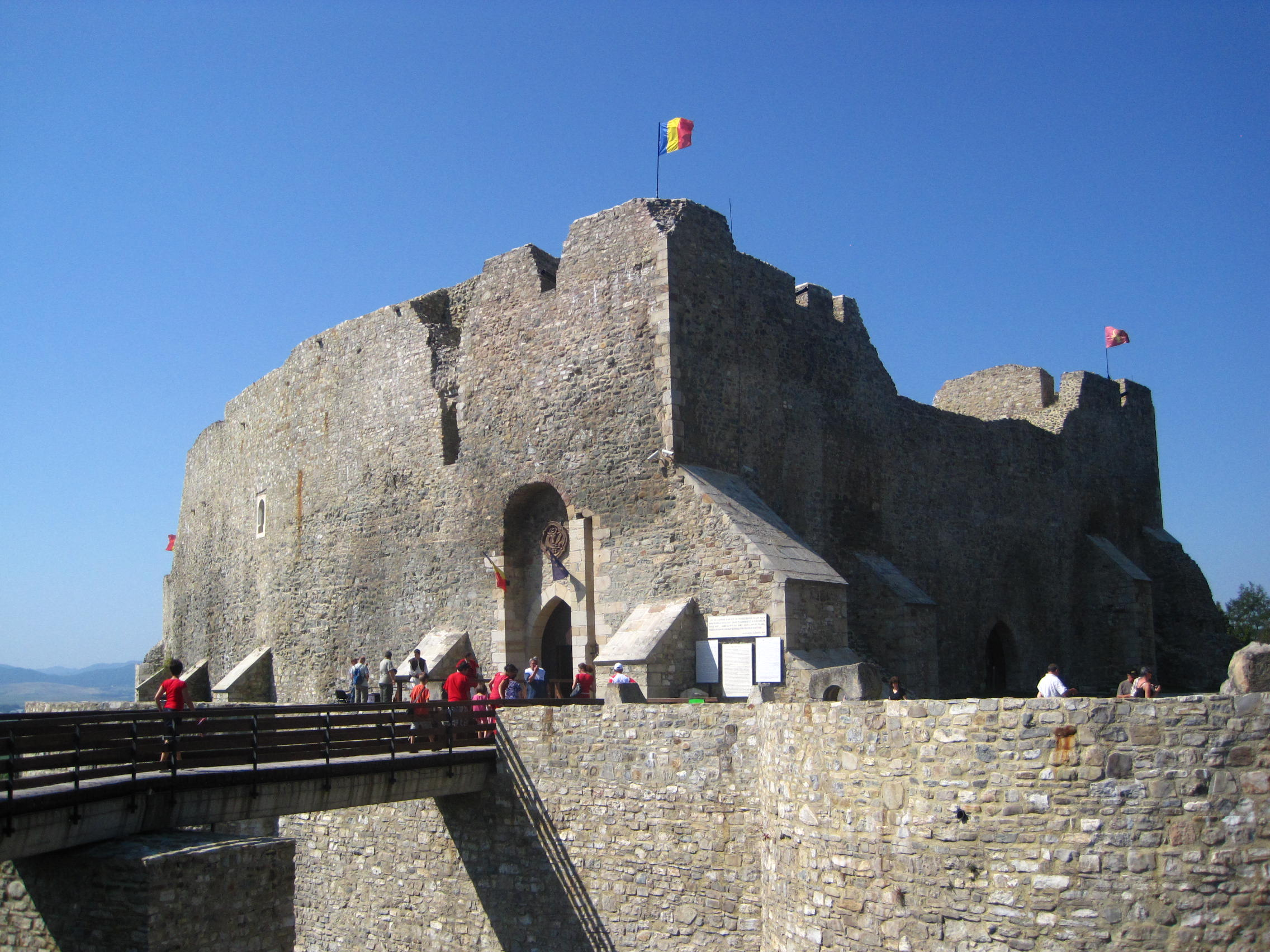
Németvásár középkori erődje
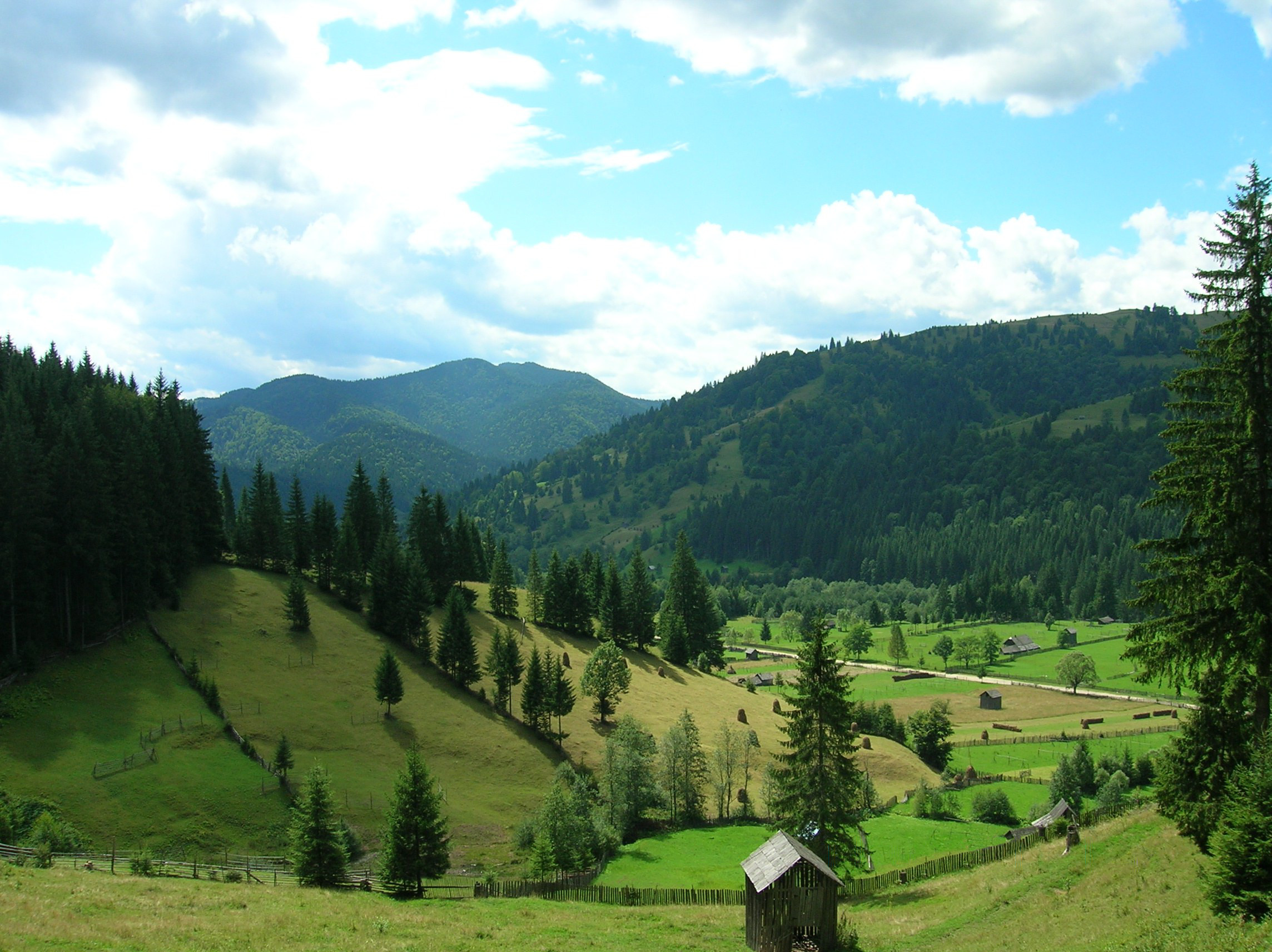
A Sabasei-völgy
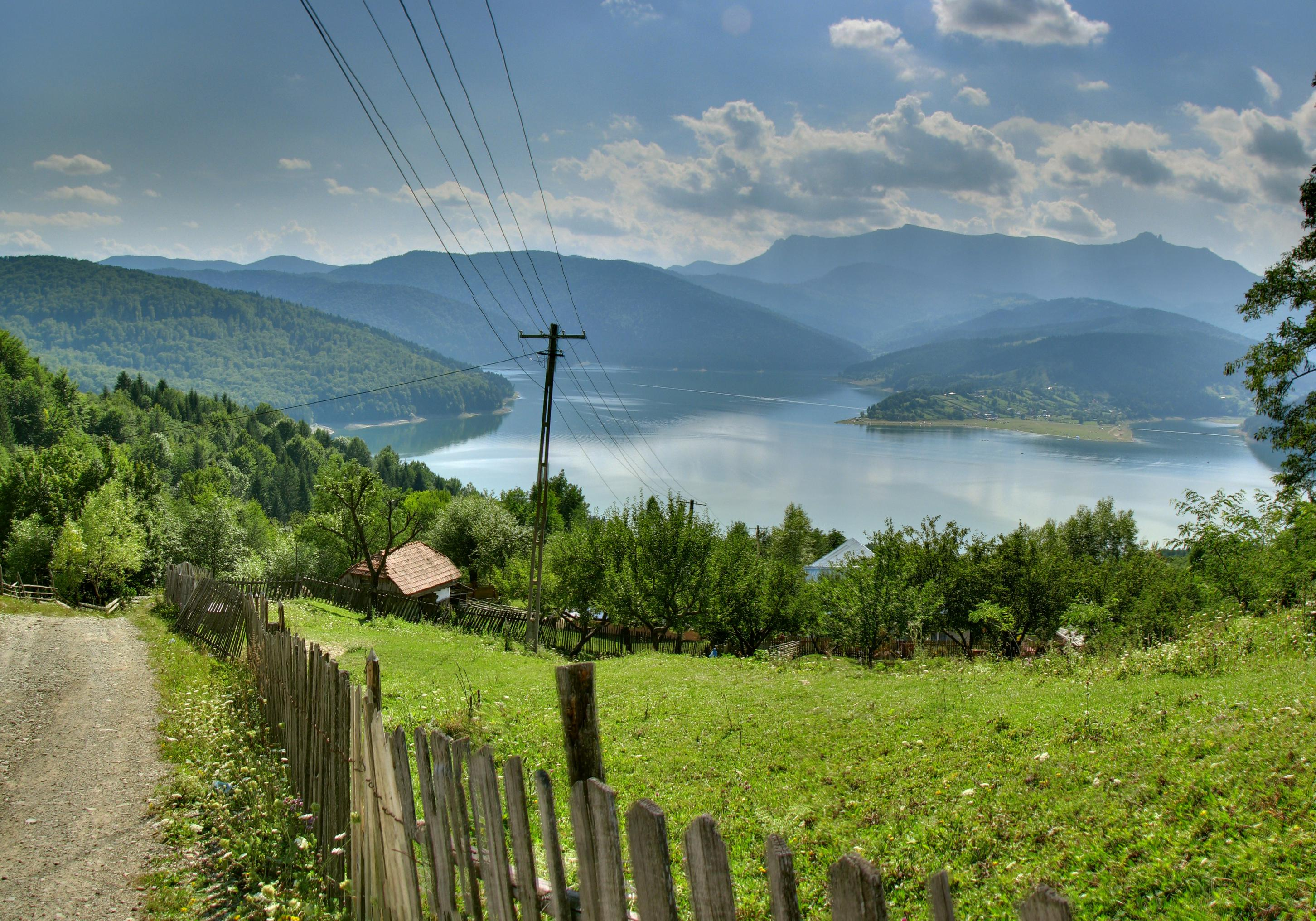
A Békási-víztározó

## Fordítás
- Ez a szócikk részben vagy egészben  a   Județul Neamț című román Wikipédia-szócikk ezen változatának fordításán alapul.  Az eredeti cikk szerkesztőit annak laptörténete sorolja fel. Ez a jelzés csupán a megfogalmazás eredetét és a szerzői jogokat jelzi, nem szolgál a cikkben szereplő információk forrásmegjelöléseként.

## Külső hivatkozások
- Neamț megye prefektúrája